# Jan Gogola
Jan Gogola (* 24. února 1944, Uherské Hradiště) je český dramaturg, pedagog, scenárista a bývalý člen Občanského fóra.

## Život
Jan Gogola se narodil v Uherském Hradišti. Vystudoval zde základní školu, poté gymnázium, poté se chtěl hlásit na sociologii na Masarykovu univerzitu v Brně, ale byl přesvědčen, aby se přihlásil ke studiu na nově vzniklý Pedagogický institut do tehdejšího Gottwaldova (dnešní Zlín), který absolvoval v roce 1966. Po několika letech studia a odborného působení na Katedře marxismu-leninismu se vrátil do Uherského Hradiště. Už v průběhu studií spolupracoval s Mezinárodním festivalem filmů pro děti a mládež. V letech 1972–1977 vystudoval teorii kultury na Univerzitě Palackého v Olomouci. Dva roky, do roku 1977, učil na Základní škole v Kunovicích, později přijal místo dramaturga ve Slováckém divadle v Uherském Hradišti. Následně nastoupil do Filmového studia Gottwaldov jako dramaturg hraných filmů (1981–1989). V roce 1989 se zapojil do činnosti zlínského, později hradišťského Občanského fóra, jako jeden z jeho zakladatelů. Později se k němu přidal i jeho syn, tehdy student Filozofické fakulty Univezity Karlovy v Praze, Jan Gogola ml.

## Tvorba
Jako dramaturg se podílel na více než dvaceti československých a českých filmech od počátku 80. let až do současnosti. V 80. letech se zaměřoval se především na tvorbu pro děti a mládež. Od roku 1995 působil jako dramaturg na volné noze, pedagogicky působil na pražské FAMU, brněnské JAMU, kde v roce 2011 obhájil titul profesor. Jako pedagog působil také na Katedře divadelních, filmových a mediálních studií na Univerzitě Palackého v Olomouci. Mezi lety 1995–2000 byl také ředitelem Vyšší odborné filmové školy ve Zlíně na Kudlově.

## Filmografie (výběr)
- 1980: Sonáta pro zrzku (režie Vít Olmer)
- 1983: Třetí skoba pro kocoura (režie Radim Cvrček)
- 1984: Výbuch bude v pět (režie Josef Pinkava)
- 1985: Do zubů a do srdíčka (režie Vladimír Drha)
- 1985: Pohlaď kočce uši (režie Josef Pinkava)
- 1989: Cesta na jihozápad (režie Zdeněk Sirový)
- 1990: Kouř (režie Tomáš Vorel)
- 1991: Requiem pro panenku (režie Filip Renč)
- 1995: Fany (režie Karel Kachyňa)
- 1996: Kamenný most (režie Tomáš Vorel)
- 1998: Je třeba zabít Sekala (režie Vladimír Michálek)
- 2008: Tobruk (režie Václav Marhoul)
- 2015: Domácí péče (režie Slávek Horák)